# Trimeresurus davidi
Trimeresurus davidi – gatunek nadrzewnego węża z podrodziny grzechotników (Crotalinae) w obrębie rodziny żmijowatych (Viperidae). Występuje na wyspie Kar Nikobar w należącym do Indii archipelagu Nikobarów. Wyróżniony z gatunku Trimeresurus albolabris. Nazwany na cześć taksonoma Patricka Davida.